# عزلة يفعان (ريمة)
عزلة يفعان هي إحدى عزل مديرية السلفية في محافظة ريمة اليمنية وتمتاز بحصنها العريق والمعروف ب حصن يفعان التاريخي ويبلغ تعداد سكانها 2897 نسمة حسب التعداد السكاني في اليمن لعام 2004.
جبل يفعان يقع في عزلة يفعان ويوجد في اعلى الجبل حصن يسمى حصن يفعان، يرتفع الحصن 2000 متر وهو حصن تاريخي كان يستخدموه الاتراك العثمانيون عندما دخلوا اليمن وكان أحد ثكناتهم العسكرية والذي تحمي المنطقة من حولها بالكامل ويطل على عزلة يفعان ومن خلفه عزلة بني قشيب وعزلة بني القرضي وعزلة كحلة وعزلة الجباهي ويطل أيضا على عزلة الابارة ووادي رمع وجبل عتمة.

## روابط خارجية
- الجهاز المركزي للإحصاء بالجمهورية اليمنية
- المركز الوطني للمعلومات باليمن
- World Gazetteer:Yemen
- الدليل الشامل